# Премія імені Роберта Гайнлайна
Премія Роберта Гайнлайна (англ. Robert A. Heinlein Award) — літературна премія, заснована «Товариством Гайнлайна» (англ. Heinlein Society) у 2003 році. Її присуджують за «видатні опубліковані роботи в області наукової фантастики або технічної літератури, які надихають людей на освоєння космосу». Вона названа на честь відомого письменника-фантаста Роберта Е. Гайнлайна та з 2013 року адмініструванням премії займається Балтиморська спілка наукової фантастики. Вручається вона щорічно одному або двом одержувачам.
Лауреат премії отримує срібний медальйон з портретом Гайнлайна у виконанні художника Арлін Роббінс та сертифікат. До медальйона також додається червоно-біло-блакитний ремінець.

## Лауреати по роках
- 2003 — Майкл Флінн та Вірджинія Гайнлайн
- 2004 — Артур Кларк
- 2005 — Ларрі Нівен та Джеррі Пурнелл
- 2006 — Грег Бір та Джек Вільямсон
- 2007 — Енн Маккефрі та Елізабет Мун
- 2008 — Бен Бова та Спайдер Робінсон
- 2009 — Джо Голдеман та Джон Варлі
- 2010 — Не присуджували
- 2011 — Конні Вілліс
- 2012 — Стенлі Шмідт
- 2013 — Аллен Стіл та Ерік Котана (Едзі Кондо)
- 2014 — Джеффрі А. Лендіс
- 2015 — Джек Макдевіт
- 2016 — Кім Стенлі Робінсон
- 2017 — Роберт Соєр
- 2018 — Ніл Стівенсон
- 2019 — Ґреґорі Бенфорд
- 2020 — Вернор Вінжі
- 2021 — Керолайн Дж. Черрі
- 2022 — Дейвід Джерролд
- 2023 — Джон Скалці